# Glacera de Mont-Miné
La glacera Mont-Miné (en alemany: Mont-Miné-Gletscher, en francès: Glacier du Mont Miné) és una de les glaceres de l'extrem sud de la Val d'Hérens als Alps del Valais. La glacera té una longitud de 7 km, una amplada mitjana d'1 km i cobreix una àrea de 10 km².

## Descripció
La glacera Mont-Miné té el seu origen en el coll cobert d'avets, coll des Bouquetins (3.357 m), situat a la frontera entre Suïssa i Itàlia, entre la carena rocosa de Bouquetins (3.838 m) a l'oest i Tête Blanche (3.710 m) a l'est. A través d'una carena glacial situada al nord de Tête Blanche, la glacera Mont-Miné està connectada amb la Glacera de Ferpècle, que flueix cap a l'est paral·lela a ella. La glacera Mont-Miné flueix cap al nord, flanquejada a l'oest per l'Aiguille de la Tsa (3.668 m) i la Dent de Perroc (3.676 m a peu) i a l'est pel Mont Miné). Actualment la llengua de la glacera acaba a una altitud de 2.070 m. Aquí brolla el riu Borgne de Ferpècle, que travessa la Val d'Hérens fins al Roine.

## Història
Durant la culminació de la Petita Edat de Gel al segle xix, el glaciar Mont-Miné i Glacera de Ferpècle es van reunir al nord del Mont Miné i van fluir 1 km més avall de la vall. Tot i això, les dues glaceres han retrocedit molt. A la regió es va formar temporalment una barrera natural darrere de la qual es va formar un llac, que a l'estiu de 1952 es va trencar i va provocar una inundació de la Val d'Hérens amb grans danys.

## Accident de laPatrouille des Glaciers
A la tercera Patrouille des Glaciers el 1949, els participants Maurice Crettez, Robert Droz i Louis Thétaz van resultar ferits en una esquerda de la glacera i només els van poder salvar al cap de vuit dies. A causa d'aquest accident, l'esdeveniment es va suspendre durant molts anys i només es va poder repetir el 1983.